# Nemesia azurea
Nemesia azurea är en flenörtsväxtart som beskrevs av Friedrich Ludwig Diels. Nemesia azurea ingår i släktet nemesior, och familjen flenörtsväxter. Inga underarter finns listade i Catalogue of Life.